# ラーデマッヘルの定理
数学の解析学の分野におけるラーデマッヘルの定理（ラーデマッヘルのていり、英: Rademacher's theorem）とは、ハンス・ラーデマッヘルの名にちなむ、次の定理のことを言う：U を Rn 内のある開部分集合とし、関数 f : U → Rm はリプシッツ連続であるとする。このとき、f は U 内のほとんど至る所でフレシェ微分可能である。すなわち、f が微分可能ではないような U 内の点からなる集合は、そのルベーグ測度がゼロである。

## 一般化
あるユークリッド空間から任意の距離空間へのリプシッツ関数に対して成立するような、ラーデマッヘルの定理のある一般化版が存在する。その場合、通常の微分の代わりに、距離微分が用いられる。